# Troonpretendent
Een troonpretendent is een persoon die aanspraak maakt op een troon of titel die bezet is door een andere vorst, of is afgeschaft.
Pretendenten treden vaak op bij wisseling van dynastieën, ofwel omdat de leidende tak van een familie uitsterft en twee takken ruzie maken, ofwel omdat de ene dynastie door de andere vervangen wordt (bijvoorbeeld het jacobitisme), ofwel vervangen door een republiek, ofwel bij disputen over de Salische Wet (bijvoorbeeld het Carlisme).
Ook wanneer de troon al jaren door een andere dynastie wordt bezet of wanneer het land in kwestie is opgegaan in een andere staat, kunnen de leden van de vorstelijke families twisten over hun rechten. Grootvorstin Maria Vladimirowna van Rusland ontzegt de andere leden van het Huis Romanov het recht om zich pretendent te noemen, omdat zij "beneden hun stand" getrouwd zouden zijn. In veel koningshuizen, zoals Napels-Beide Siciliën (Koninkrijk Napels) en Braganza (Brazilië), zijn er dan ook meerdere pretendenten.
Een oorlog tussen troonpretendenten heet een successieoorlog.

## Moderne troonpretendenten
- Ahmad Shah - Afghanistan
- Leka Anwar van Albanië - Albanië
- Franz van Beieren - Beieren, Verenigd Koninkrijk (Jacobitisch, nooit geclaimd door hemzelf, wel aanhangers)
- Taw Phaya - Birma
- Luís van Orléans-Braganza - Brazilië (Vassouras)
- Pedro Carlos van Orléans-Braganza - Brazilië (Petrópolis)
- Simeon van Saksen-Coburg en Gotha - Bulgarije
- Rose Paula Iribagiza - Burundi
- Puren - China
- Bokassa II - Centraal-Afrikaans Keizerrijk
- Georg Friedrich Ferdinand van Pruisen - Duitsland
- Foead II van Egypte - Egypte
- Zera Yacob Amha Selassie - Ethiopië
- Charles Bonaparte - Frankrijk (Bonapartist)
- Louis Alphonse de Bourbon - Frankrijk (Spaans legitimist)
- Henri van Orléans, hertog van Frankrijk - Frankrijk (orleanist en legitimist)
- Constantijn II van Griekenland - Griekenland
- Ra'ad bin Zeid - Irak
- Reza Pahlavi - Iran (Pahlavi)
- Mohammad Hassan Mirza II - Iran (Kadjaren)
- Victor Emanuel van Savoye - Italië (al heeft hij de claim op de Italiaanse troon in 2002 formeel opgegeven om Italië binnen te mogen)
- Alexander van Joegoslavië - Joegoslavië
- Yi Won - Korea
- Soulivong Savang - Laos
- Mohammed el Senoessi - Libië
- Maximilian von Götzen-Iturbide - Mexico (nooit geclaimd)
- Nikolas van Montenegro - Montenegro
- Gyanendra - Nepal
- Karl van Habsburg-Lotharingen - Oostenrijk-Hongarije (al heeft zijn vader Otto von Habsburg-Lotharingen de claim op de Oostenrijkse troon formeel opgegeven om Oostenrijk binnen te mogen)
- Osman Bayezid Osmanoğlu - Ottomaanse Rijk
- Duarte Pio van Bragança - Portugal
- Margaretha van Roemenië - Roemenië
- Maria Vladimirovna van Rusland - Rusland
- Kigeli V van Rwanda - Rwanda
- Muhammad X al-Husein - Tunesië
- Bảo Thắng - Vietnam
- Jamsjiid Bin Abdalla - Zanzibar

## Historische troonpretendenten

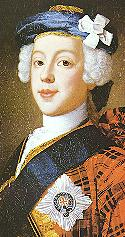
Bonnie Prince Charlie

- Anton I van Portugal, speelde een hoofdrol in de Portugese Successieoorlog (1580-1583).
- Jacobus Frans Edward Stuart - Koninkrijk Groot-Brittannië, zorgde in 1715 voor de eerste Jakobitische opstand.
- Bonnie Prince Charlie - Koninkrijk Groot-Brittannië, zorgde in 1745 voor de tweede Jakobitische opstand.
- Carlos María Isidro de Borbón - Spanje, zorgde voor de eerste Carlistische oorlog (1833-1840).

Er zijn in de gehele wereld tientallen pretendenten. Soms hebben ze enige hoop op herstel van hun koninklijke of Groothertogelijke positie, soms leven ze in het besef dat hun land en troon niet hersteld zullen worden. Een bekende pretendent was de zoon van de verdreven Engelse koning Jacobus II, de "Old Pretender". De aanspraken van het Stuart op de Engelse kroon werden van generatie op generatie doorgegeven en nu is het hoofd van het Koninklijk Beierse Huis Wittelsbach, hertog Frans van Beieren, de Stuart-pretendent. Er zijn Britten die Elizabeth II afwijzen en in de Stuarts en hun afstammelingen hun rechtmatige koningen zien.
Een bekende pretendent is ook prins Carel Hugo van Bourbon-Parma die aanspraken kan maken op de Franse, Spaanse en Parmezaanse troon. Franco benoemde in 1969 de zoon van een andere troonpretendent (Juan Carlos) tot opvolger. De aanhang van Karel-Hugo, de "Carlisten", is gering. De Franse troon wordt betwist door een aantal pretendenten uit de Huizen Bonaparte, Orléans en Bourbon. De aanspraken op volkomen illusoire tronen kunnen de oude adelsgeslachten diep verdelen.
Net als de Bourbons hebben de families Romanov (Rusland), Bourbon-Beide Siciliën en Braganza (Brazilië) ieder meerdere pretendenten voor de troon voortgebracht.
Er zijn ook oplichters en mensen met waanideeën die zich als pretendenten van tronen presenteren. Zo zijn er diverse paleologen die aanspraak maken op de troon van Byzantium, een "Prins Bonaparte-Bohemen" en een Brusselse kruidenierszoon, Michel Roger Lafosse, "Hertog van Albany", die erin slaagt om mensen te overtuigen van zijn aanspraken op de Engelse troon en de Hongaarse Orde van de Draak en zag "Gravin" Hilda Toledano zich, om onduidelijke redenen, als de rechtmatige koningin van Portugal. Zij heeft haar aanspraken kort voor haar overlijden overgedaan aan haar veel jongere echtgenoot.
Anna Anderson beweerde dat ze Anastasia van Rusland was, die de executie door de bolsjewieken overleefd zou hebben. Ook waren er na de Franse Revolutie diverse personen die zich uitgaven voor de Lodewijk XVII van Frankrijk, die toen als verdwenen gold, maar waarvan thans vaststaat dat hij al als kind overleden is.
Het internet heeft vele fantasten en oplichters gelegenheid gegeven om hun aanspraken wereldwijd bekend te maken.